# 5 cm KwK 38

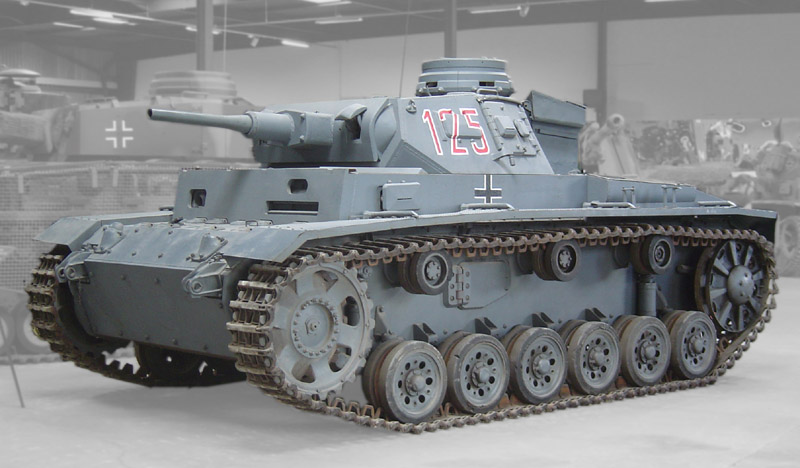
PzKpfw III Ausf. H с пушкой KwK 38.

5 cm Kw.K. (нем. 5 cm Kampfwagenkanone) — немецкая танковая пушка калибра 50 мм, использовавшаяся в качестве основного вооружения среднего танка PzKpfw III модификаций Ausf F, G, H, J и с августа 1940 г. по 1942 г. все оставшиеся к тому времени Ausf Е и невооруженные ею Ausf F перевооружили этой пушкой. Оснащённые ею танки принимали участие в боевых действиях в основном в 1940—1942 годах.
В послевоенной литературе этой пушке часто даётся более расширенное наименование: 5 cm KwK 38 L/42, где 38 как бы год начала разработки орудия, а L/42 — длина ствола в калибрах. Такое наименование удобно для историков для избежания путаницы, но в самом вермахте оно никогда не использовалось.
Варианта буксируемого противотанкового орудия для этой пушки не существовало.

## Боеприпасы
Для стрельбы из 5 cm KwK и 5 cm KwK 40 применялись унитарные патроны 50x288R, которые не были взаимозаменяемыми с какими-либо другими 50-мм орудиями. В начальный период использовались цельнотянутые латунные гильзы, но вскоре их заменили на стальные латунированные, индексы гильз 6317 и 6317 St, соответственно. Гильза имеет выраженную бутылочную форму: длина гильзы 288,6 мм, диаметр фланца 78,5 мм. Воспламенение заряда электрическое — использовались электрозапальные капсюльные втулки C/22 или C/22 St. В номенклатуру основного боекомплекта входило всего четыре вида унитарных патронов.
1. Патрон с бронебойно-трассирующим снарядом Pzgr KwK
- Патрон: 5 cm Panzergranatpatrone KwK (сокр. 5 cm Pzgr Patr KwK)
- Снаряд: 5 cm Panzergranate (сокр. 5 cm Pzgr)
- Тип снаряда: бронебойно-трассирующий каморный
- Масса снаряда: 2,06 кг
- Масса разрывного заряда: 17 г — тэн флегматизированый
- Донный взрыватель: Bd Z (5103*) der 3,7 cm Pzgr, обеспечивающий задержку подрыва 150 мс
- Трассёр: Nr 1
- Масса порохового заряда: ок. 520 г; + 10 г воспламенителя
- Масса патрона: 3,50 кг
- Длина патрона: 420,0 мм
- Длина гильзы: 288,6 мм
- Дульная скорость: 685 м/с

2. Патрон с бронебойно-трассирующим снарядом Pzgr 39 KwK
- Патрон: 5 cm Panzergranatpatrone 39 KwK (сокр. 5 cm Pzgr Patr 39 KwK)
- Снаряд: 5 cm Panzergranate 39 (сокр. 5 cm Pzgr)
- Тип снаряда: бронебойно-трассирующий каморный с бронебойным наконечником
- Масса снаряда: 2,06 кг
- Масса разрывного заряда: 17 г — тэн флегматизированый
- Донный взрыватель: Bd Z (5103*) der 3,7 cm Pzgr, обеспечивающий задержку подрыва 150 мс
- Трассёр: Nr 1
- Масса порохового заряда: ок. 520 г; + 10 г воспламенителя
- Масса патрона: 3,50 кг
- Длина патрона: 426,0 мм
- Длина гильзы: 288,6 мм
- Дульная скорость: 685 м/с

3. Патрон с бронебойно-трассирующим подкалиберным снарядом Pzgr 40 KwK
- Патрон: 5 cm Panzergranatpatrone 40 KwK (сокр. 5 cm Pzgr Patr 40 KwK)
- Снаряд: 5 cm Panzergranate 40 (сокр. 5 cm Pzgr 40)
- Тип снаряда: катушечный бронебойно-трассирующий подкалиберный с твердосплавным бронебойным сердечником
- Масса снаряда: 0,90 кг
- Разрывной заряд отсутствует
- Трассёр: ?
- Масса порохового заряда: 515 г (нитроглицериновый) или 557 г (нитродигликолевый); + 10 г воспламенителя
- Масса патрона: 2,32 кг
- Длина патрона: 365,0 мм
- Длина гильзы: мм; использовалась специальная гильза с изменённым дульцем для установки внутрь катушечного снаряда.
- Дульная скорость: 1050 м/с

4. Патрон с осколочной гранатой Sprgr 38 KwK
- Патрон: 5 cm Sprenggranatpatrone 38 KwK (сокр. 5 cm Sprgr Patr 38 KwK)
- Снаряд: 5 cm Sprenggranate 38 (сокр. 5 cm Sprgr 38)
- Тип снаряда: осколочный с головным взрывателем
- Масса снаряда: 1,82 кг
- Масса разрывного заряда: 170 г — тротил
- Головной взрыватель: AZ 39 или AZ 39 Zn.
- Трассёр: отсутствует
- Масса порохового заряда: 160 г; + 3 г воспламенителя
- Масса патрона: 2,94 кг
- Длина патрона: 474,5 мм
- Длина гильзы: 288,6 мм
- Дульная скорость: 450 м/с

## Бронемашины
- PzKpfw III (Sd.Kfz. 141) Ausf. G — J